# Ciconia boyciana
La cicogna bianca orientale (Ciconia boyciana, Swinhoe 1873) è un uccello della famiglia dei Ciconiidae dell'ordine dei Ciconiiformi. Il nome scientifico commemora Robert Henry Boyce.

## Sistematica
Ciconia boyciana non ha sottospecie, è monotipica.

## Distribuzione e habitat
Un tempo, poteva essere avvistata in Giappone, Cina, Corea e Russia. Oggi, però, è ormai estinta in Giappone e nella penisola coreana. Comunque, nel maggio 2007, dopo 40 anni in Giappone si è di nuovo schiuso in natura un uovo di questo uccello. Era stato deposto da due esemplari allevati in cattività. Dopo la riproduzione, le cicogne migrano verso la Cina orientale in settembre e ritornano a marzo.

## Descrizione
È un grosso uccello bianco con le ali nere. Ricorda moltissimo la cicogna bianca europea, con la quale è strettamente imparentata e della quale in passato è stata ritenuta molte volte una sottospecie. Di solito è più grande della sua controparte occidentale, avendo una lunghezza di 100–129 cm, un peso di 4,4–5 kg e un'apertura alare di 2,22 m. Diversamente da essa, inoltre, presenta una zona di pelle rossa attorno agli occhi ed ha iride bianca e becco nero. I sessi sono simili, ma la femmina è un po' più piccola del maschio. I giovani sono bianchi e con il becco arancione.

## Biologia
Al di fuori della stagione riproduttiva, la cicogna bianca orientale è un animale solitario. La sua dieta è costituita soprattutto da pesci, rane e altri piccoli vertebrati. La femmina depone da due a sei uova.

## Conservazione
A causa della perdita dell'habitat e della caccia, nella Lista Rossa della IUCN è valutata come "specie in pericolo". Compare inoltre nell'Appendice I della CITES.